# Montplonne
Montplonne ist eine französische Gemeinde mit 137 Einwohnern (Stand: 1. Januar 2022) im Département Meuse in der Region Grand Est (bis 2015 Lothringen). Die Gemeinde gehört zum Arrondissement Bar-le-Duc, zum Kanton Ancerville und zum 2016 gegründeten Gemeindeverband Portes de Meuse.

## Geografie

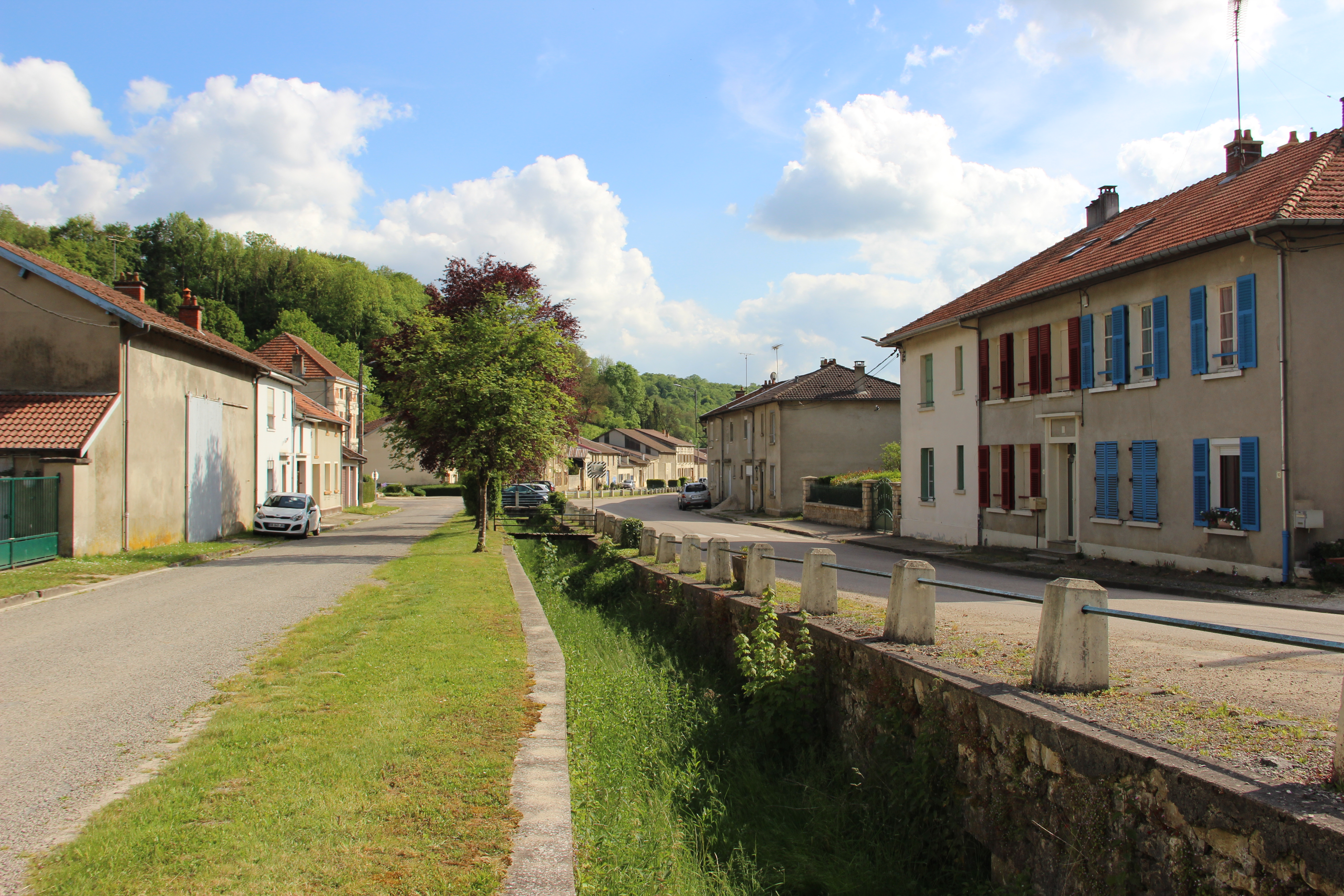
Der namensgebende Bach Montplonne

Die Gemeinde liegt in einem feuchten Tal, das von zahlreichen Quellen bewässert wird. Diese münden in dem namengebenden Bach, der den Ort durchquert. Umgeben wird Montplonne von den Nachbargemeinden Savonnières-devant-Bar im Norden, Longeville-en-Barrois im Nordosten, Tannois im Osten, Nant-le-Grand im Südosten, Stainville im Süden, Lavincourt im Südwesten, Bazincourt-sur-Saulx im Westen sowie Brillon-en-Barrois und Combles-en-Barrois im Nordwesten.

## Namensherkunft
Das Dorf keltischen Ursprungs trug einst den Namen „Wakeplonne“. Infolge von Übertragungsfehlern in den Registern wandelte sich der Ortsname Laufe der Zeit zu Montplonne.

## Bevölkerungsentwicklung
| Jahr                       | 1962 | 1968 | 1982 | 1990 | 1999 | 2006 | 2013 | 2019 |
| Einwohner                  | 225  | 250  | 181  | 160  | 161  | 163  | 167  | 143  |
| Quellen: Cassini und INSEE |      |      |      |      |      |      |      |      |

## Sehenswürdigkeiten

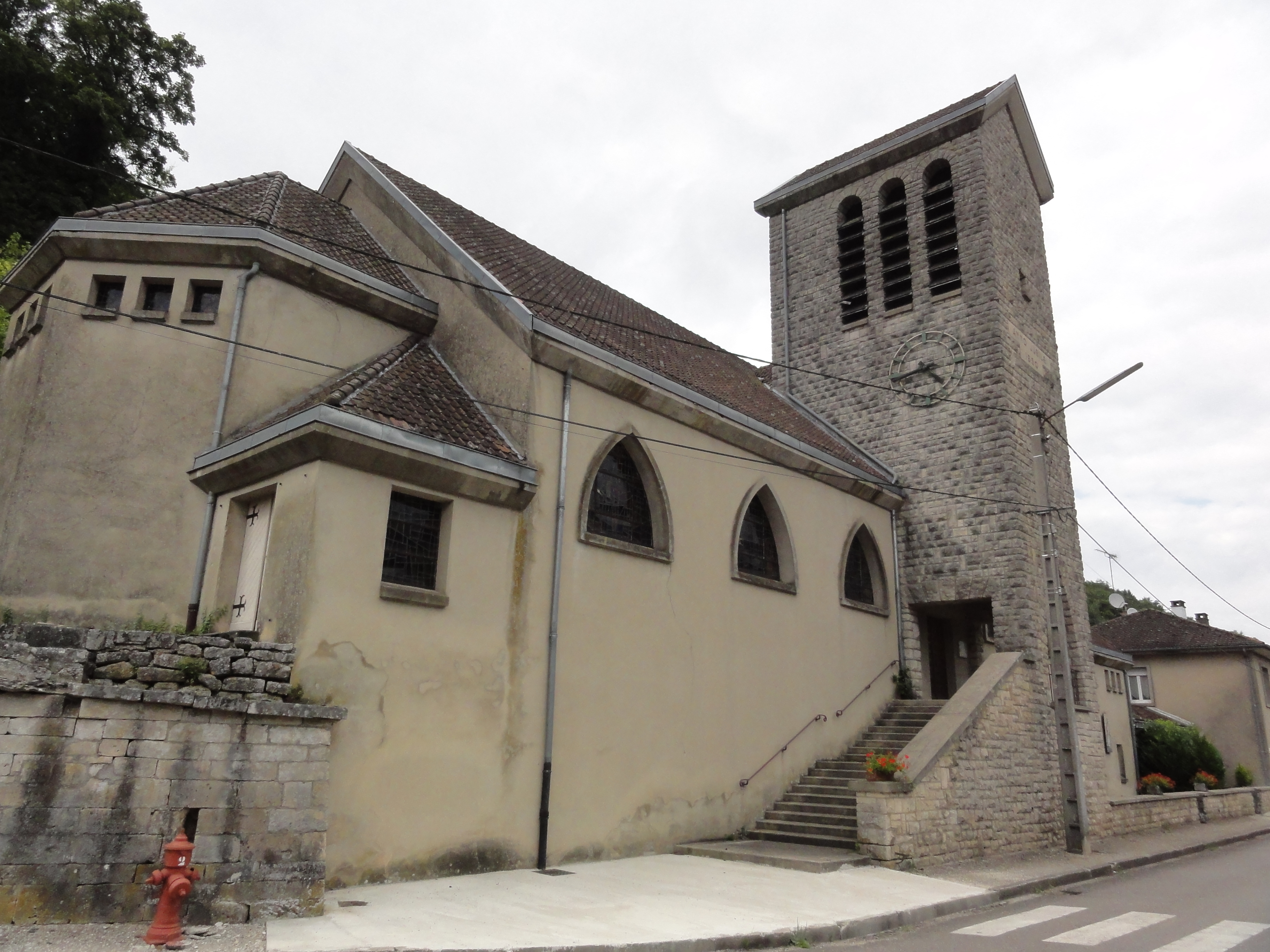
Kirche Saint-Rémy
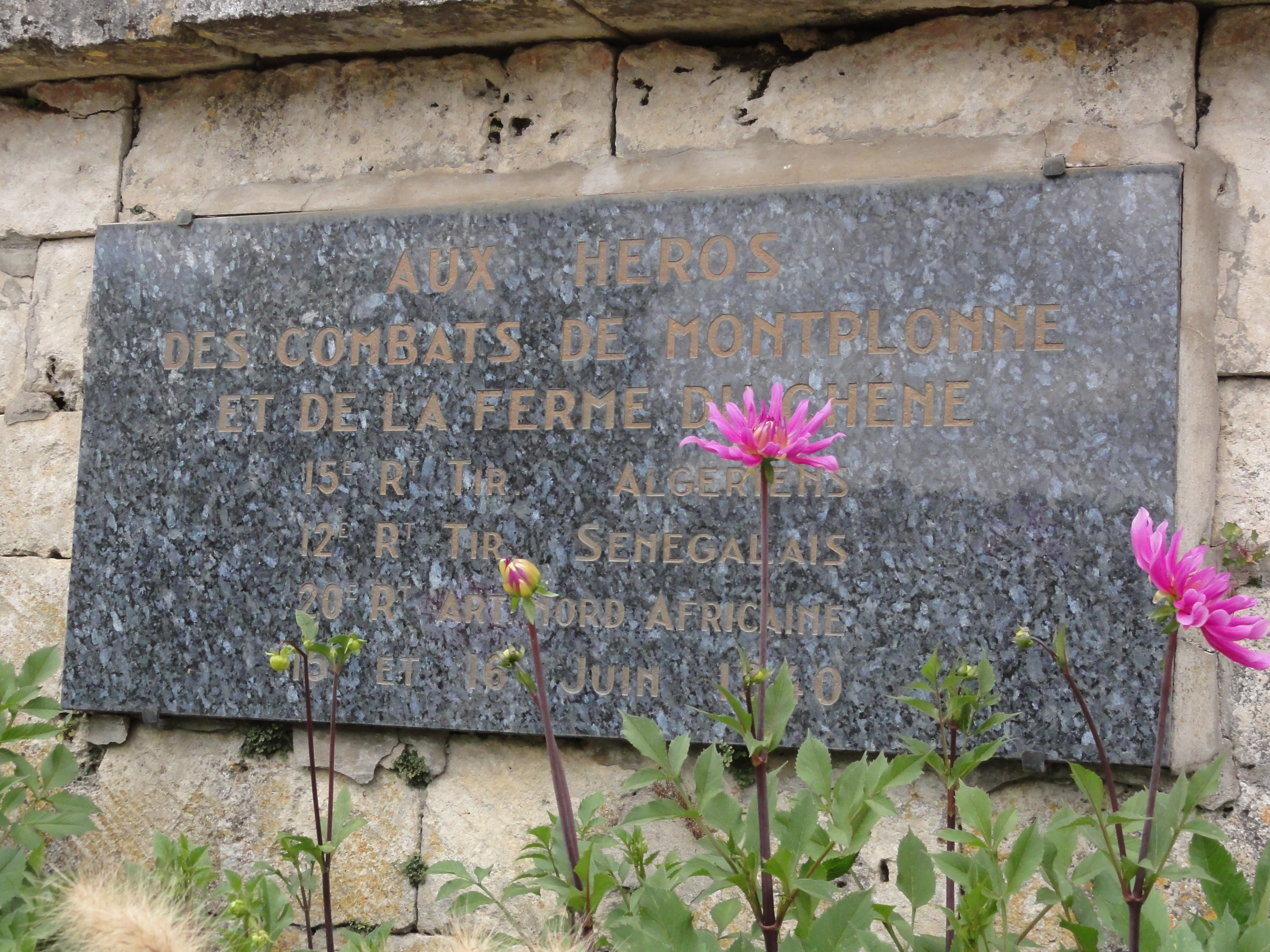
Kriegerdenkmal

- Kirche Saint-Rémy
- Denkmal für die Kriegstoten